# Brekovo
Brekovo (Serbo: Брекοво) è un villaggio situato nell'ovest della Serbia. È parte della municipalità di Arilje nel distretto di Zlatibor. Brekovo ha 671 abitanti (censimento del 2002), di cui 667 di etnia Serba.